# 판사와 살인자
《판사와 살인자》(프랑스어: Le Juge et l'Assassin) 혹은 판사와 살인범은 프랑스에서 제작된 베르트랑 타베르니에 감독의 1976년 영화이다. 필리프 누아레 등이 주연으로 출연하였고 레몽 다농 등이 제작에 참여하였다.

## 출연

### 주연
- 필리프 누아레
- 미셸 갈라브뤼

### 조연
- 이자벨 위페르
- 장클로드 브리알리
- 르네 포르
- 세실 바소르
- 장로제 코시몽

## 제작진
- 의상: 자클린 모로